# Paraopisthosyllis phyllocirra
Paraopisthosyllis phyllocirra är en ringmaskart som beskrevs av Hartmann-Schröder 1991. Paraopisthosyllis phyllocirra ingår i släktet Paraopisthosyllis och familjen Syllidae. Inga underarter finns listade i Catalogue of Life.